# فيديريكو غاليغو
فيديريكو غاليغو (بالإسبانية: Federico Gallego) هو لاعب كرة قدم أوروغواياني، ولد في 13 يونيو 1990 في مونتفيدو في الأوروغواي. لعب مع أرجنتينوس جونيورز.

## وصلات خارجية
- فيديريكو غاليغو على موقع قاعدة بيانات كرة القدم.إي يو (الإنجليزية)
- فيديريكو غاليغو على موقع Soccerway.com (الإنجليزية)